# Papa Sisto IV
Sisto IV (em latim: Xystus IV), O.F.M., nascido Francesco Della Rovere; (Celle Ligure, 21 de julho de 1414 – Roma, 12 de agosto de 1484) foi o 212.º Papa da Igreja Católica e Soberano dos Estados Papais de 9 de agosto de 1471 até a data de sua morte. Suas realizações como Papa incluíram a construção da Capela Sistina e a criação dos Arquivos do Vaticano. Patrono das artes, promoveu escavações arqueológicas em Roma, contratou vários artistas importantes do Renascimento, levando-os a Roma para decorar palácios, capelas e igrejas, patrocinando várias obras-primas.
Sisto fundou a Inquisição Espanhola, pela bula Exigit sincerae devotionis affectus em 1478, embora lutasse para evitar abusos, e anulou os decretos do Concílio de Constança. Ele era conhecido por seu nepotismo e esteve pessoalmente envolvido na infame conspiração dos Pazzi.

## Início da vida
Francesco nasceu em uma família de meios modestos da Ligúria, Itália, filho de Leonardo della Rovere e Luchina Monleoni. Ele nasceu em Celle Ligure, uma cidade perto de Savona.
Quando jovem, della Rovere ingressou na Ordem Franciscana, uma escolha improvável para uma carreira política, e suas qualidades intelectuais foram reveladas enquanto estudava filosofia e teologia na Universidade de Pavia. Ele passou a dar palestras em Pádua e em muitas outras universidades italianas.
Em 1464, della Rovere foi eleito Ministro-geral da Ordem Franciscana aos 50 anos. Em 1467, foi nomeado Cardeal pelo Papa Paulo II, com sua igreja titular São Pedro Acorrentado. Antes de sua eleição papal, o cardeal della Rovere era conhecido por sua indiferença à vida mundana. Escreveu vários tratados, incluindo Sobre o sangue de Cristo e Sobre o poder de Deus. Sua reputação de piedade foi um dos fatores decisivos que levaram o Colégio de Cardeais a elegê-lo Papa após a morte inesperada de Paulo II aos 54 anos.

## Papado
Ao ser eleito, o Papa della Rovere adotou o nome Sisto, que não era usado desde o Século V. Um de seus primeiros atos foi declarar uma nova cruzada contra os turcos otomanos em Esmirna. No entanto, após a conquista de Esmirna, a frota se desfez. Algumas tentativas infrutíferas foram feitas para a unificação com a Igreja Grega. No restante de seu pontificado, Sisto voltou-se para questões temporais e considerações dinásticas.

### Nepotismo

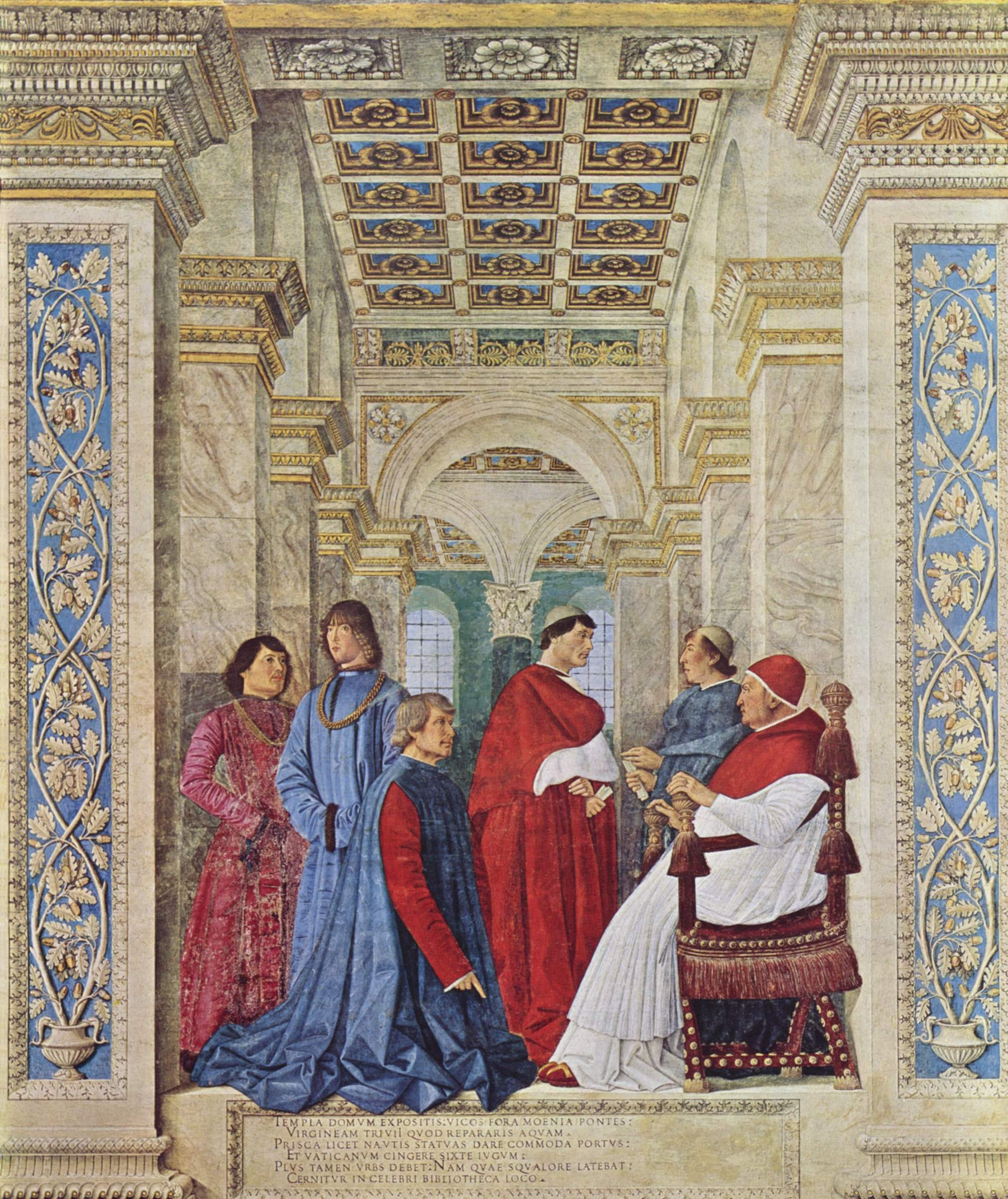
Papa Sisto IV nomeia Platina como Prefeito da Biblioteca, de Melozzo da Forlì, acompanhado por seus parentes

Sisto IV procurou fortalecer sua posição cercando-se de parentes e amigos. No afresco de Melozzo da Forlì, ele é acompanhado pelos sobrinhos della Rovere e Riario, nem todos feitos cardeais; o protonotário apostólico Pietro Riario (à direita), o futuro Papa Júlio II diante dele; e Girolamo Riario e Giovanni della Rovere, atrás da Platina ajoelhada, autor da primeira história humanista dos papas. Seu sobrinho Pietro Riario também se beneficiou de seu nepotismo. Pietro se tornou um dos homens mais ricos de Roma e foi encarregado da política externa do Papa Sisto. No entanto, Pietro morreu prematuramente em 1474, e seu papel passou para Giuliano della Rovere.
A sorte secular da família della Rovere começou quando Sisto investiu seu sobrinho Giovanni com o senhorio de Senigallia e arranjou seu casamento com a filha de Federico da Montefeltro, duque de Urbino; dessa união, veio uma linha de duques de Urbino della Rovere que durou até a linha expirar, em 1631. Seis dos trinta e quatro cardeais que ele criou eram seus sobrinhos.
Por causa de sua ambição em aumentar os territórios dos Estados papais, o filho de sua sobrinha, cardeal Raffaele Riario, para quem o Palazzo della Cancelleria foi construído, era suspeito de tramar a conspiração fracassada de Pazzi de 1478 para assassinar Lorenzo de'Medici e seu irmão Giuliano e substituí-los em Florença com o outro sobrinho de Sisto IV, Girolamo Riario. Francesco Salviati, arcebispo de Pisa e principal organizador da trama, foi pendurado nas paredes do Palazzo della Signoria em Florença. Sisto IV respondeu com um interdito e dois anos de guerra com Florença.
Segundo a crônica publicada mais tarde do historiador italiano Stefano Infessura, Diário da Cidade de Roma, Sisto era um "amante de meninos e sodomitas", concedendo benefícios e bispados em troca de favores sexuais e nomeando vários jovens como cardeais, alguns dos quais foram celebrados por sua boa aparência. No entanto, Infessura tinha alianças partidárias com o Colonna e, portanto, não é considerada sempre confiável ou imparcial. O clérigo inglês e polemista protestante John Bale, escrevendo um século depois, atribuiu a Sisto "a autorização para praticar a sodomia durante períodos de clima quente "ao" cardeal de Santa Lúcia ". Tais acusações podem ser facilmente descartadas como propaganda anticatólica, tendo levado o notável historiador da Igreja Católica, Ludwig von Pastor, a emitir uma firme refutação.

### Política externa
Sisto continuou uma disputa com o rei Luís XI de França, que sustentou a Sanção Pragmática de Bourges (1438), que sustentava que os decretos papais precisavam de consentimento real antes que pudessem ser promulgados na França. Essa foi uma pedra angular dos privilégios reivindicados pela Igreja francesa e nunca poderia ser trocada enquanto Luís XI manobrasse para substituir o rei Fernando I de Nápoles por um príncipe francês. Luís estava assim em conflito com o papado, e Sisto não o podia permitir.
Em 1 de novembro de 1478, Sisto publicou a bula papal Exigit Sincerae Devotionis Affectus, através da qual a Inquisição Espanhola foi estabelecida no Reino de Castela. Sisto consentiu sob pressão política de Fernando de Aragão, que ameaçou reter apoio militar de seu reino da Sicília. No entanto, Sisto IV brigou por protocolos e prerrogativas de jurisdição; ele estava descontente com os excessos da Inquisição e condenou os abusos mais flagrantes em 1482.
Como príncipe temporal que construiu fortes fortalezas nos Estados papais, ele encorajou os venezianos a atacarem Ferrara, que ele desejava obter para outro sobrinho. Ercole I d'Este, duque de Ferrara, era aliado aos Sforzas de Milão, os Médicis de Florença e o rei de Nápoles, normalmente um aliado hereditário e defensor do papado. Os príncipes italianos, enfurecidos, aliaram-se para forçar Sisto IV a fazer as pazes, para seu grande aborrecimento. Por se recusar a desistir das mesmas hostilidades que ele próprio havia instigado e por ser um rival perigoso das ambições dinásticas de della Rovere na Marcas, Sisto colocou Veneza sob interdição em 1483. Ele também revestiu os cofres do Estado vendendo inescrupulosamente altos cargos e privilégios.
Nos assuntos eclesiásticos, Sisto promoveu o dogma da Imaculada Conceição, que havia sido confirmado no Concílio de Basileia em 1439, designando 8 de dezembro como o dia de festa. Em 1476, ele emitiu a constituição apostólica Cum Praeexcelsa, estabelecendo uma missa e um ofício para a festa. Ele anulou formalmente os decretos do Concílio de Constança em 1478.

### Escravidão
As duas bulas papais emitidas pelo Papa Nicolau V, Dum Diversas de 1452 e Romanus Pontifex de 1455, efetivamente deram aos portugueses o direito de adquirir escravos ao longo da costa africana por força ou comércio. Essas concessões foram confirmadas por Sisto em sua própria bula, Aeterni regi, de 21 de junho de 1481. Pode-se argumentar que a "ideologia da conquista" exposta nesses textos se tornou o meio pelo qual o comércio e a conversão eram facilitados.
Em novembro de 1476, Isabel e Fernando ordenaram uma investigação sobre os direitos de conquista nas Ilhas Canárias e, na primavera de 1478, enviaram Juan Rejon com sessenta soldados e trinta cavaleiros para a ilha da Grande Canária, onde os nativos se retiravam para o interior.
As ameaças anteriores de Sisto de excomungar todos os capitães ou piratas que escravizaram os cristãos na bula Regimini Gregis de 1476 poderiam ter como objetivo enfatizar a necessidade de converter os nativos das Ilhas Canárias e Guiné e estabelecer uma clara diferença de status entre aqueles que se converteram e aqueles que resistiram. As sanções eclesiásticas foram direcionadas àqueles que estavam escravizando os recém-convertidos.

### Patrocínio principesco

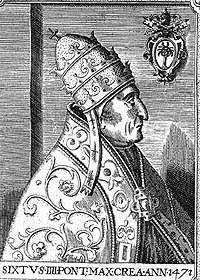

Como patrono cívico em Roma, até o cronista antipapal Stefano Infessura concordou que Sisto deveria ser admirado. A inscrição dedicatória no afresco de Melozzo da Forlì no Palácio do Vaticano registra: "Você deu à cidade templos, ruas, praças, fortificações, pontes e restaurou o Acqua Vergine até Trevi..." Além de restaurar o aqueduto que forneceu a Roma uma alternativa à água do rio, que tornara a cidade insalubre, ele restaurou ou reconstruiu mais de trinta das igrejas em ruínas de Roma, como San Vitale (1475) e Santa Maria del Popolo, e acrescentou sete novas. A construção e decoração da Capela Sistina foi patrocinada por Sisto IV, assim como a Ponte Sisto, a Ponte Sistina (a primeira nova ponte sobre o Tibre desde a Antiguidade) e o edifício da Via Sistina (mais tarde chamado Borgo Sant'Angelo), uma estrada que leva a Castel Sant'Angelo para São Pedro. Tudo isso foi feito para facilitar a integração da colina do Vaticano e Borgo no coração da Roma antiga. Isso fazia parte de um esquema mais amplo de urbanização realizado sob Sisto IV, que varreu os mercados há muito estabelecidos do Campidoglio em 1477 e decretou em uma bula de 1480 o alargamento das ruas e o primeiro pavimento pós-romano, a remoção de pórticos e outros impedimentos pós-clássicos à livre passagem pública.

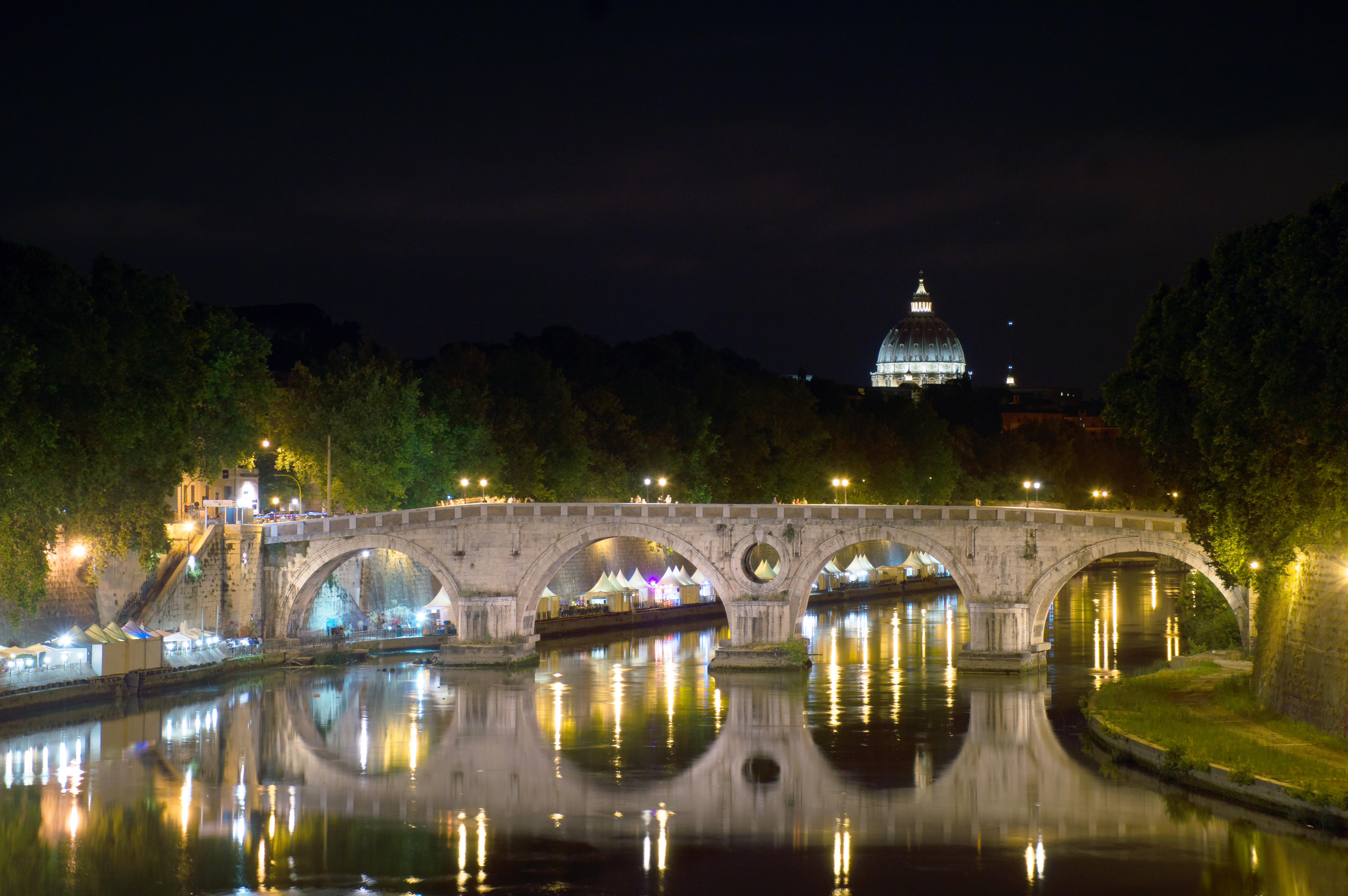
Ponte Sisto, a primeira ponte construída em Roma desde o Império Romano

No início de seu papado, em 1471, Sisto havia doado várias esculturas romanas historicamente importantes que fundaram uma coleção de arte papal, que acabaria se transformando nas coleções dos Museus Capitolinos. Ele também fundou, enriqueceu e ampliou a Biblioteca do Vaticano. Ele fez Regiomontano tentar a primeira reorganização sancionada do calendário juliano e aumentou o tamanho e o prestígio do coro da capela papal, trazendo para Roma cantores e alguns compositores proeminentes (Gaspar van Weerbeke, Marbrianus de Orto e Bertrandus Vaqueras) do norte da Europa.
Além de patrono das artes, Sisto era patrono das ciências. Antes de se tornar papa, ele passou algum tempo na Universidade liberal e cosmopolita de Pádua, que mantinha considerável independência da Igreja e tinha um caráter internacional. Como papa, ele emitiu uma bula papal permitindo que os bispos locais entregassem corpos de criminosos executados e cadáveres não identificados a médicos e artistas para dissecação. Foi esse acesso aos cadáveres que permitiu ao anatomista Vesalius, juntamente com o aluno de Ticiano, Jan Stephen van Calcar, completar o revolucionário texto médico-anatômico De humani corporis fabrica.

### Outras atividades

#### Consistórios
O papa investiu trinta e quatro cardeais em oito consistórios mantidos durante seu reinado, entre eles três sobrinhos, um sobrinho e outro parente, continuando assim a prática de nepotismo em que ele e seus sucessores se envolveriam durante esse período. Investiu como cardeal dois de seus sucessores, Giovanni Battista Cybo (Papa Inocêncio VIII) e Giuliano della Rovere (Papa Júlio II)

### Canonizações e beatificações
Sisto IV nomeou sete novos santos, sendo o mais notável o franciscano São Boaventura de Bagnoregio (1482); ele também beatificou uma pessoa: John Buoni (1483).

### Universidade de Uppsala
Em 1477, Sisto IV emitiu uma bula papal, autorizando a criação da Universidade de Uppsala - a primeira universidade na Suécia e em toda a Escandinávia. A escolha deste local para a universidade decorreu do fato de o arcebispado de Uppsala ter sido uma das mais importantes sés apostólicas da Suécia desde que o cristianismo se espalhou pela primeira vez para essa região no século IX, e Uppsala foi um centro de longa data para o comércio regional. A bula de Uppsala, que concedeu à universidade seus direitos corporativos, estabeleceu uma série de disposições. Entre os mais importantes, estava o fato de a universidade receber oficialmente as mesmas liberdades e privilégios da Universidade de Bolonha. Isso incluía o direito de estabelecer as quatro faculdades tradicionais de teologia, direito (direito canônico e direito romano), medicina e filosofia, além de conceder diplomas de bacharel, mestrado, licenciado e doutorado. O arcebispo de Uppsala também foi nomeado chanceler da universidade, e foi encarregado de manter os direitos e privilégios da universidade e de seus membros. Este ato de Sisto IV teve um profundo efeito a longo prazo sobre a sociedade e a cultura da Suécia, um efeito que continua até o presente.

## Morte
Sisto IV adoeceu em 8 de agosto de 1484; esta doença piorou em 10 de agosto enquanto o papa participava de um evento em Roma. Ele se sentiu mal naquela noite e foi forçado a cancelar uma reunião que deveria realizar com seus cardeais na manhã seguinte. O papa ficou mais fraco durante a noite de 11 de agosto e não conseguiu dormir. O Papa Sisto IV morreu na noite seguinte - 12 de agosto.
A tumba do Papa Sisto foi destruída no saque de Roma em 1527. Hoje, seus restos mortais, juntamente com os restos mortais de seu sobrinho Papa Júlio II (Giuliano della Rovere), estão enterrados na Basílica de São Pedro, no piso em frente ao monumento ao Papa Clemente X. Uma lápide de mármore marca o local.
Seu monumento funerário de bronze, agora no tesouro da Basílica de São Pedro, é de autoria de Antonio Pollaiuolo. O topo do caixão é uma representação realista do papa deitado. Nas laterais, painéis de baixo-relevo representando figuras femininas alegóricas representando gramática, retórica, aritmética, geometria, música, pintura, astronomia, filosofia e teologia - as artes liberais clássicas, com a adição de pintura e teologia. Cada figura incorpora o carvalho ("rovere" em italiano), símbolo de Sisto IV. O programa geral dos painéis, sua beleza, simbolismo complexo, referências clássicas e seu arranjo relativo são ilustrações convincentes e abrangentes da cosmovisão renascentista. Nenhum deles realmente afirma como ele morreu.